# Сиатъл Суперсоникс
Сиатъл СуперСоникс са бивш американски професионален баскетбол отбор, разположен в Сиатъл, Вашингтон. Суперсоникс играеха в Националната баскетболна асоциация (НБА) като член на Западната конференция, Тихоокеанска и Северозападна дивизия от 1967 до 2008 г. След края на 2007–08 сезон, отборът се премества в Оклахома Сити, Оклахома, и сега играе като Оклахома Сити Тъндър.